# Funzione simmetrica
In matematica, per funzione simmetrica si può intendere una funzione di più variabili che risulti invariante sotto permutazione dei suoi argomenti. Questa definizione sarebbe l'estensione naturale della definizione che si dà di polinomio simmetrico, ma non c'è una teoria sviluppata riguardo a funzioni simmetriche non polinomiali.
Una definizione correlata, ma non uguale, identifica per definizione una funzione simmetrica come un elemento dell'anello delle funzioni simmetriche, un oggetto che in parole povere rappresenta il limite degli anelli dei polinomi simmetrici in {\displaystyle n} variabili al tendere di {\displaystyle n} all'infinito. Esso compare nella combinatoria, dove risulta utile per studiare i rapporti che intercorrono tra polinomi simmetrici, senza dover portarsi continuamente dietro un numero fissato di variabili, e nella teoria della rappresentazione dei gruppi.

## Motivazione
Molte relazioni tra polinomi simmetrici non dipendono dal numero di variabili. Ad esempio, una delle identità di Newton afferma che
{\displaystyle p_{3}(X_{1},\ldots ,X_{n})=e_{1}(X_{1},\ldots ,X_{n})^{3}-3e_{2}(X_{1},\ldots ,X_{n})e_{1}(X_{1},\ldots ,X_{n})+3e_{3}(X_{1},\ldots ,X_{n})}
dove gli {\displaystyle e_{k}} sono i polinomi simmetrici elementari, e questo è valido per ogni {\displaystyle n}, con l'accortezza di ricordarsi che {\displaystyle e_{k}=0} se {\displaystyle k>n}. Il desiderio di scrivere questo nella forma più abbreviata
{\displaystyle p_{3}=e_{1}^{3}-3e_{2}e_{1}+3e_{3}}
si può realizzare nell'anello delle funzioni simmetriche.

## Definizione
L'anello delle funzioni simmetriche si indica di solito con {\displaystyle \Lambda _{R}}; ci sono due modi differenti per definirlo, una che richiama le serie formali di potenze, l'altra il limite diretto. {\displaystyle R} sarà sempre un anello commutativo.

### Mediante serie formali di potenze
Questa costruzione parte con l'anello delle serie formali di potenze {\displaystyle R[[X_{1},X_{2},...]]} su {\displaystyle R} e definisce {\displaystyle \Lambda _{R}} come il sottoanello delle serie formali {\displaystyle S} che soddisfano le proprietà seguenti:
- {\displaystyle S} è invariante per permutazioni delle indeterminate
- i gradi dei monomi di {\displaystyle S} sono uniformemente limitati

Per la seconda condizione, ogni elemento di {\displaystyle \Lambda _{R}} è una somma finita, poiché solo un numero finito di gradi sono permessi, di elementi omogenei che a loro volta però sono somme infinite di termini (infatti se {\displaystyle S} comprende il termine {\displaystyle X_{1}} deve anche comprendere ogni {\displaystyle X_{i}} per {\displaystyle i>1}).
Per ogni {\displaystyle k} non negativo, gli elementi {\displaystyle e_{k}} sono quindi definiti come la somma formale dei prodotti di {\displaystyle k} distinte indeterminate; {\displaystyle \Lambda _{R}} risulta essere un anello graduato con grado dato dal grado totale dei polinomi.

### Mediante limite diretto di anelli
Questa costruzione è più laboriosa, ma descrive meglio la relazione che esiste tra {\displaystyle \Lambda _{R}} e i singoli anelli di polinomi simmetrici {\displaystyle R[X_{1},...,X_{n}]^{S_{n}}}.
Ora, per ogni {\displaystyle n} è definito un omomorfismo di anelli suriettivo {\displaystyle \rho _{n}} da {\displaystyle R[X_{1},...,X_{n+1}]^{S_{n+1}}} a {\displaystyle R[X_{1},...,X_{n}]^{S_{n}}}, definito dall'imporre l'ultima coordinata a 0. Esso ha nucleo non banale e i suoi elementi hanno grado almeno {\displaystyle n+1} (sono multipli di {\displaystyle X_{1}X_{2}...X_{n+1}}). Questo implica che la sua restrizione agli elementi di grado al più {\displaystyle n} è una corrispondenza biunivoca e lineare, con la proprietà che {\displaystyle \rho _{n}(e_{k}(X_{1},...,X_{n+1}))=e_{k}(X_{1},...,X_{n})} per ogni {\displaystyle k\leq n}.
L'inverso di questa trasformazione può essere esteso in modo univoco ad un omomorfismo {\displaystyle \phi _{n}} da {\displaystyle R[X_{1},...,X_{n}]^{S_{n}}} a {\displaystyle R[X_{1},...,X_{n+1}]^{S_{n+1}}} come conseguenza del teorema fondamentale per i polinomi simmetrici. Essendo le immagini {\displaystyle \phi _{n}(e_{k}(X_{1},...,X_{n}))=e_{k}(X_{1},...,X_{n+1})} ancora algebricamente indipendenti su {\displaystyle R}, l'omomorfismo {\displaystyle \phi _{n}} è iniettivo e può essere visto come un'immersione.
L'anello {\displaystyle \Lambda _{R}} infine è definito come il limite diretto di tutti questi anelli soggetti a tali inclusioni. {\displaystyle \Lambda _{R}} risulta essere un anello graduato poiché le {\displaystyle \phi _{n}} sono compatibili con le strutture graduate dei singoli anelli.

### Osservazioni
Bisogna sottolineare che il termine "funzione simmetrica" è un nome improprio, poiché nessuna corrispondenza funzionale può essere in generale definita per questi elementi, che tipicamente sono somme infinite, senza imporre restrizioni sulle variabili. Il termine però è entrato nell'uso, come evidenziato da MacDonald nel 1979, cui sostanzialmente si deve la seconda costruzione:
(Macdonald, I. G. Symmetric functions and Hall polynomials. Oxford Mathematical Monographs. The Clarendon Press, Oxford University Press, Oxford, 1979)
Per definire una singola funzione simmetrica si può quindi o indicare una serie di potenze che soddisfi le proprietà date dalla prima definizione o dare esplicitamente un polinomio simmetrico in {\displaystyle n} variabili per ogni naturale {\displaystyle n} in un modo compatibile con la seconda definizione. Un'espressione in un numero indefinito di indeterminate può andare bene per entrambi. Ad esempio 
{\displaystyle e_{2}=\sum _{i<j}X_{i}X_{j}}
definisce il polinomio simmetrico elementare di secondo grado.
Denotando con {\displaystyle P(X_{1},...,X_{n})} il polinomio simmetrico in {\displaystyle n} variabili associato alla funzione simmetrica {\displaystyle P}, dalla seconda definizione si ricava il seguente principio fondamentale:
Se {\displaystyle P} e {\displaystyle Q} sono funzioni simmetriche di grado {\displaystyle d}, allora si ha {\displaystyle P=Q} come funzioni simmetriche se e solo se {\displaystyle P(X_{1},...,X_{d})=Q(X_{1},...,X_{d})} come polinomi simmetrici in {\displaystyle d} variabili. In questo caso si ha inoltre {\displaystyle P(X_{1},...,X_{n})=Q(X_{1},...,X_{n})} per ogni naturale {\displaystyle n}
Ciò è vero poiché si può sempre ridurre il numero di variabili, sostituendo 0 al posto delle variabili da eliminare, e al contrario aumentarlo, applicando l'omomorfismo {\displaystyle \phi _{n}}.

## Proprietà
Per quanto detto sopra e all'inizio dell'articolo, l'affermare queste identità nell'anello delle funzioni simmetriche equivale ad affermalo per ogni numero di variabili. Alcune identità fondamentali sono
{\displaystyle \sum _{i=0}^{k}(-1)^{i}e_{i}h_{k-i}=0=\sum _{i=0}^{k}(-1)^{i}h_{i}e_{k-i}\quad \forall k>0}
{\displaystyle ke_{k}=\sum _{i=1}^{k}(-1)^{i-1}p_{i}e_{k-i}\quad \forall k\geq 0} (le identità di Newton)
{\displaystyle kh_{k}=\sum _{i=1}^{k}p_{i}h_{k-i}\quad \forall k\geq 0}
{\displaystyle \Lambda _{R}} possiede anche alcune importanti proprietà "strutturali": ad esempio l'insieme delle funzioni simmetriche monomiali parametrizzate per partizioni formano una base di {\displaystyle \Lambda _{R}} come {\displaystyle R}-modulo graduato, così come le funzioni di Schur.
È definito inoltre un automorfismo involutorio che tra le altre cose scambia tra loro le funzioni simmetriche elementari e le funzioni simmetriche omogenee complete.
Come algebra, esso è isomorfo all'anello dei polinomi in un numero infinito di variabili {\displaystyle R[Y_{1},...Y_{n},...]}, dove {\displaystyle Y_{i}} ha grado {\displaystyle i}, tramite la mappa che manda {\displaystyle e_{i}} in {\displaystyle Y_{i}} (questa affermazione non è altro che un'altra espressione del teorema fondamentale per i polinomi simmetrici). Ciò porta ad alcune conseguenze, come che il sottoanello di elementi con grado al più {\displaystyle n} è isomorfo all'anello dei polinomi simmetrici in {\displaystyle n} variabili.